# ФК Мачва 1929
ФК Мачва 1929, познат и као ФК Мачва Богатић, је фудбалски клуб из Богатића. Тренутно се такмичи у Мачванској окружној лиги,петом такмичарском нивоу српског фудбала. 

## Историја
Клуб је основан 21. јуна 1929. године. Највећи успех клуба је забележен сезоне 1995/96. пласманом у Другу лигу СР Југославије. Након две сезоне клуб испада у нижи ранг такмичења. Клуб је поновно основан 2005. године под именом ФК Мачва 2005, јер је претходно угашен због финансијсих проблема. Фудбалери Мачве Богатић су освојили прво издање Колубарско-мачванска зоне и тако обезбедили пласман у Српску лигу Запад. На годишњој скупштини 2019. године донета је одлука да клуб промени назив у ФК Мачва 1929. 

## Успеси
- Колубарско-мачванска зона:

Прво место (1): (2018/19)
- Мачванска окружна лига:

Прво место (1): (2017/18)
Друго место (1): (2014/15)
- Трећа лига СР Југославије:

Трофеј за пласман у Другу лигу СР Југославије (1): (1995/96)

## Новији резултати
| Сезона   | Ранг | Лига                      | Позиција | ИГ  | Д  | Н  | П  | ГД | ГП | ГР  | Бод | Куп                  |
| -------- | ---- | ------------------------- | -------- | --- | -- | -- | -- | -- | -- | --- | --- | -------------------- |
| 2010/11. | 5    | Мачванска окружна лига    | 5.       | 28  | 12 | 6  | 10 | 55 | 50 | +5  | 42  | Није се квалификовао |
| 2011/12. | 5    | Мачванска окружна лига    | 11.      | 28  | 12 | 2  | 14 | 59 | 58 | +1  | 38  | Није се квалификовао |
| 2012/13. | 5    | Мачванска окружна лига    | 3.       | 30  | 19 | 2  | 9  | 79 | 42 | +37 | 59  | Није се квалификовао |
| 2013/14. | 5    | Мачванска окружна лига    | 4.       | 30  | 15 | 6  | 9  | 58 | 38 | +20 | 51  | Није се квалификовао |
| 2014/15. | 5    | Мачванска окружна лига    | 2.       | 30  | 17 | 5  | 8  | 56 | 31 | +25 | 56  | Није се квалификовао |
| 2015/16. | 5    | Мачванска окружна лига    | 3.       | 30  | 15 | 8  | 7  | 75 | 44 | +31 | 53  | Није се квалификовао |
| 2016/17. | 5    | Мачванска окружна лига    | 7.       | 28  | 12 | 4  | 12 | 50 | 42 | +8  | 40  | Није се квалификовао |
| 2017/18. | 5    | Мачванска окружна лига    | 1.       | 30  | 22 | 3  | 5  | 56 | 16 | +40 | 69  | Није се квалификовао |
| 2018/19. | 4    | Колубарско-мачванска зона | 1.       | 26  | 21 | 2  | 3  | 71 | 20 | +54 | 65  | Није се квалификовао |
| 2019/20. | 3    | Српска лига Запад         | 15.1     | 191 | 4  | 5  | 10 | 17 | 24 | -7  | 17  | Није се квалификовао |
| 2020/21. | 3    | Српска лига Запад         | 9.       | 34  | 15 | 5  | 14 | 45 | 39 | +6  | 50  | Није се квалификовао |
| 2021/22. | 3    | Српска лига Запад         | 5.       | 30  | 13 | 12 | 5  | 36 | 23 | +13 | 51  | Није се квалификовао |
| 2022/23. | 3    | Српска лига Запад         | 12.      | 30  | 8  | 8  | 14 | 39 | 45 | -6  | 32  | Није се квалификовао |
| 2023/24. | 4    | Колубарско-мачванска зона | -        | -   | -  | -  | -  | -  | -  | -   | -   | Није се квалификовао |

ИГ = Играо утакмица; П = Победио; Н = Нерешено; И = Изгубио; ГД = Голова дао; ГП = Голова примио; ГР = Гол разлика; Бод. = Бодова;
- 1  Сезона прекинута након 19 кола због пандемије Корона вируса

## Бивши играчи
- Никола Нинковић
- Никола Перић
- Душан Мартиновић
- Огњан Дамњановић
- Иван Живановић